# Homalotarsus impressus
Homalotarsus impressus là một loài bọ cánh cứng trong họ Bọ hung (Scarabaeidae).